# Avenida Figueroa Alcorta
La avenida Presidente Figueroa Alcorta es una importante arteria de la ciudad de Buenos Aires, Argentina.

## Toponimia
Debe su nombre a José Figueroa Alcorta, el único argentino que tuvo el honor de ejercer la titularidad de los tres poderes del estado: fue diputado nacional, en 1891 y 1895; vicepresidente de la Nación —por ende, presidente del Senado— entre 1904 y 1906, presidente de la Nación Argentina entre ese año y 1910, y juez de la Corte Suprema de Justicia de la Nación, a partir de 1915, siendo su presidente desde 1929 hasta su fallecimiento en 1931.

## Historia
La traza de la avenida ocupa el espacio que a mediados del siglo XIX correspondía a las vías del ferrocarril que llevaba a San Fernando (luego, absorbido por el Ferrocarril Central Argentino), sobre la ribera del Río de la Plata. Posteriormente se realizaron sucesivos rellenos en la franja costera, y las vías se corrieron hacia el este, liberándose la antigua traza.
Con el impulso brindado a la zona norte de Buenos Aires, y existiendo allí el Parque Tres de Febrero, se diseñó una avenida paralela a la Avenida Alvear (hoy Avenida del Libertador) que también llevase hacia el principal espacio recreativo de la ciudad. Esta nueva vía fue terminada para 1910, en el centenario de la Revolución de Mayo, y por ello su primer nombre fue, precisamente, Avenida Centenario. Luego, y por un breve período, tuvo el nombre de José Félix Uriburu, primer dictador de la Argentina (1930-32), hasta que adoptó su denominación actual.

## Recorrido

### Recoleta
Nace en el barrio de Recoleta, cuando la Avenida del Libertador se bifurca. Partiendo de este sitio, se suceden el Centro Municipal de Exposiciones, la Facultad de Derecho (arqs. Ochoa, Chiappori y Vinent, 1949) de la Universidad de Buenos Aires, el Museo Nacional de Bellas Artes (arq. Alejandro Bustillo, 1932), la Plaza de las Naciones Unidas donde se encuentra la Floralis Genérica (obra del arq. Eduardo Catalano) y las instalaciones de la Televisión Pública (arqs. Manteola, Sánchez Gómez, Santos, Solsona y Viñoly, 1975).

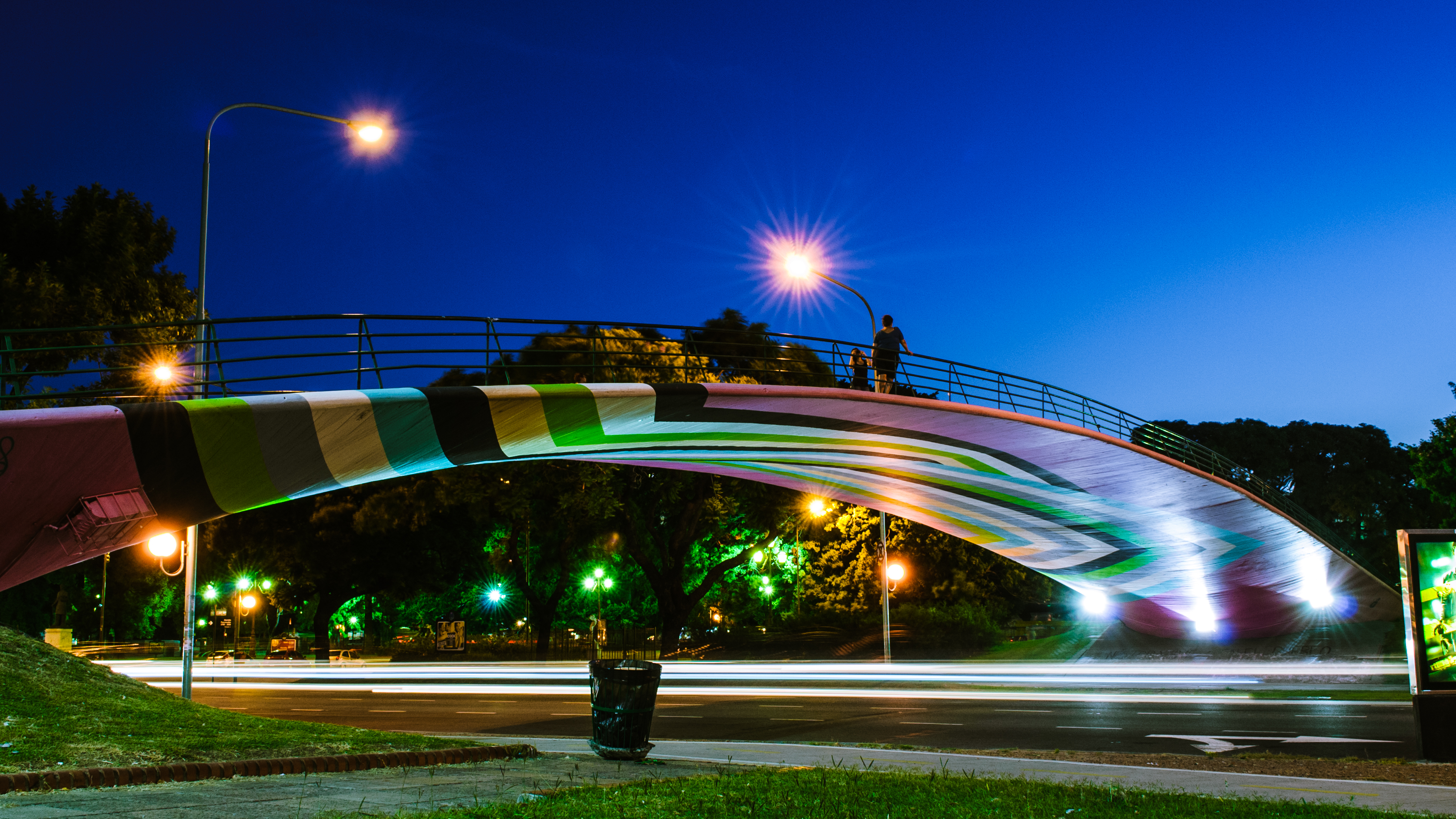
Puente peatonal sobre Figueroa Alcorta (2013)

Se destaca un puente peatonal de hormigón armado y diseño curvo que cruza la avenida de forma perpendicular a la altura de la Facultad de Derecho. Diseñado en 1960 por el arquitecto César Janello como acceso a la Exposición del Sesquicentenario, fue demolido cuando se intentó construir El Altar de la Patria durante el gobierno de Isabel Perón en los años 70, y en 1978 se reconstruyó de forma definitiva desplazado hacia el sur cerca de 100 metros de su ubicación original. Otro hecho de la historia de esta zona es el proyecto del Monumento al Descamisado, un inmenso proyecto del presidente Juan Domingo Perón que quedó trunco con su derrocamiento en 1955. Hubiera alcanzado los 140 metros de altura, y se encontraría en la actual Plaza Naciones Unidas.

### Palermo
Al cruzar la calle Tagle, la Avenida Figuero Alcorta ingresa a la zona del Barrio Parque o Palermo Chico en Palermo. Se trata de una de las zonas más exclusivas y reconocidas por su belleza en Buenos Aires; ya que fue proyectada como barrio para la clase alta según los conceptos de urbanismo francés por el paisajista Carlos Thays, en 1912. Fue ocupada primero por casas y mansiones de las familias aristocráticas, pero con el desarrollo inmobiliario posterior a 1950, la mayoría de las construcciones en la Avenida Figueroa Alcorta fueron demolidas para erigir edificios de departamentos. Muchas de las sobrevivientes alojan hoy en día diversas embajadas, como las residencias Dodero y Larivière (ambas en manos de España), la embajada de Irán y la de Uruguay. En 2005 se construyó en esa zona la Torre Grand Bourg, un lujoso edificio de departamentos que adoptó el estilo francés asociado con las viejas casonas del lugar, generando una discusión dentro del ambiente de la arquitectura por haber adoptado un estilo anacrónico.
Otro notable edificio en ese importante sector de pocas cuadras de extensión es el Palacio Alcorta, un complejo de viviendas de una manzana completa que se diseñó utilizando la estructura proyectada en 1927 por el arquitecto Mario Palanti para un extraordinario concesionario de vehículos Chrysler, que poseía una pista circular de pruebas en su azotea. En la vereda opuesta se encuentran la Embajada del Uruguay y el Instituto San Martín de Tours, perteneciente a la Orden de San Agustín, y en la siguiente cuadra se halla el MALBA (Museo de Arte Latinoamericano de Buenos Aires - Fundación Constantini) un exitoso museo privado de arte inaugurado en 2001, que se ha ganado un lugar en el circuito cultural de Buenos Aires. Sigue el complejo de mega-torres residenciales Le Parc Figueroa Alcorta (arq. Aisenson, 2004), una de las cuales alcanza los 170 metros de altura. A su lado se encuentra el centro comercial Paseo Alcorta (arqs. Lier y Tonconogy, 1989), y en la siguiente cuadra está el Cuerpo de Policía Montada.
A partir de la Avenida Casares, Figueroa Alcorta ingresa al Parque Tres de Febrero, uno de los principales pulmones de Buenos Aires, conformado por un amplio conjunto de espacios verdes con avenidas vehiculares curvas y lagos. En la zona de Palermo Vivo, atraviesa el Planetario Galileo Galilei, el Club de Amigos y el Jardín Japonés. Se destaca en este tramo una columna babilónica, réplica de una de las del Palacio del rey Ciro II en Persépolis, regalada por el Sah de Irán en 1972.
Atraviesa además los Bosques de Palermo, y las vías de los ferrocarriles San Martín y Mitre, junto al Tennis Club Argentino. Cruzando el viaducto ferroviario revestido en ladrillo y con estructura de hierro, realizado por británicos, se encuentran el Velódromo de Buenos Aires y el Instituto Sara Eccleston. Entre las avenidas Dorrego e Intendente Guerricó, la Avenida Figueroa Alcorta se abre en dos brazos que conforman una elipse, ya que vuelven a unirse luego de 500 metros. Más al norte, siguen el Club Gimnasia y Esgrima de Buenos Aires y el Depósito General San Martín de AySA. De la vereda opuesta, la extensa Plaza Armenia posee un gran lago con cisnes y patos.

### Belgrano
Entra al barrio de Belgrano al cruzar la calle La Pampa. Recorre unos 400 m junto al Parque San Benito, donde se encuentra el Monumento a Martín Miguel de Güemes y el Puente Scalabrini Ortiz, que comunica con la Avenida Intendente Cantilo y la Ciudad Universitaria. En el cruce con la calle Juramento se hace doble mano por el resto de su recorrido, para luego doblar levemente a la izquierda, pasando por el Club Hípico Argentino, la Universidad Torcuato Di Tella, el campo deportivo del Círculo Militar de Suboficiales y el Estadio Monumental, terminando en la Avenida Udaondo.

## Cruces y lugares de referencia
A continuación, se muestra un mapa esquemático del recorrido de esta avenida.
|  | CONTg |

|  | ABZgl+l | STRq | STR+r |

|  | STR | lNAT | STR |

|  | ABZgl | STRq | KRZ |

|  | STR |  | CONTf |

| lNAT | SBRÜCKE |  |  |

| ARCH2 | STR | MUSEUM |  |

| lNAT | STR | lNAT |  |

| STRq | KRZ | STRq | lAMPEL |

| BUILDING | STR | lNAT |  |

| STRq | KRZ | CONTfq | lAMPEL |

|  | STR |

| STRq | KRZ | CONTfq | lAMPEL |

| MUSEUM | STR |  |  |

| lNAT | STR |  |  |

| CONTgq | KRZ | STRq | lAMPEL |

| SHOPPING | STR |  |  |

| ARCH2 | TEEeq |  |  |

|  | TEEaq | STRq | lAMPEL |

| BUILDING | STR | lNAT | FOREST |

| STRq | ABZlr+lr | CONTfq |  |

| ARCH2 | STR |  |  |

| BUILDING | RM | FOREST |  |

|  | RMu + RGq |  | BAHN |

|  | RMu + RGq |  | BAHN |

| RMq | RMKRZ | RMq | lAMPEL |

| lNAT | RM | lNAT |  |

| STRq | TEEeq |  | lAMPEL |

| BUILDING | STR | lNAT |  |

| STRq | KRZ | STRq | lAMPEL |

|  | STR | lNAT | lWBHF |

| ARCH2 | TEEaq | STRq | lAMPEL |

|  | STR | lNAT | lWBHF |

| STRq | KRZ | STRq | lAMPEL |

| lNAT | STR |  |  |

|  | TEEaq | STRq | lAMPEL |

| STR+l | ABZgr |  |  |

| CONTf | TEEaq | CONTfq |  |

| lNAT | RM | lNAT |  |

|  | RMTEEaq | CONTfq | lAMPEL |

| BUILDING | RM | ARCH2 |  |

| STADIUM | RMTEEaq | STRq | lAMPEL |

| CONTgq | TEEe | CONTfq | lAMPEL |

## Galería de imágenes

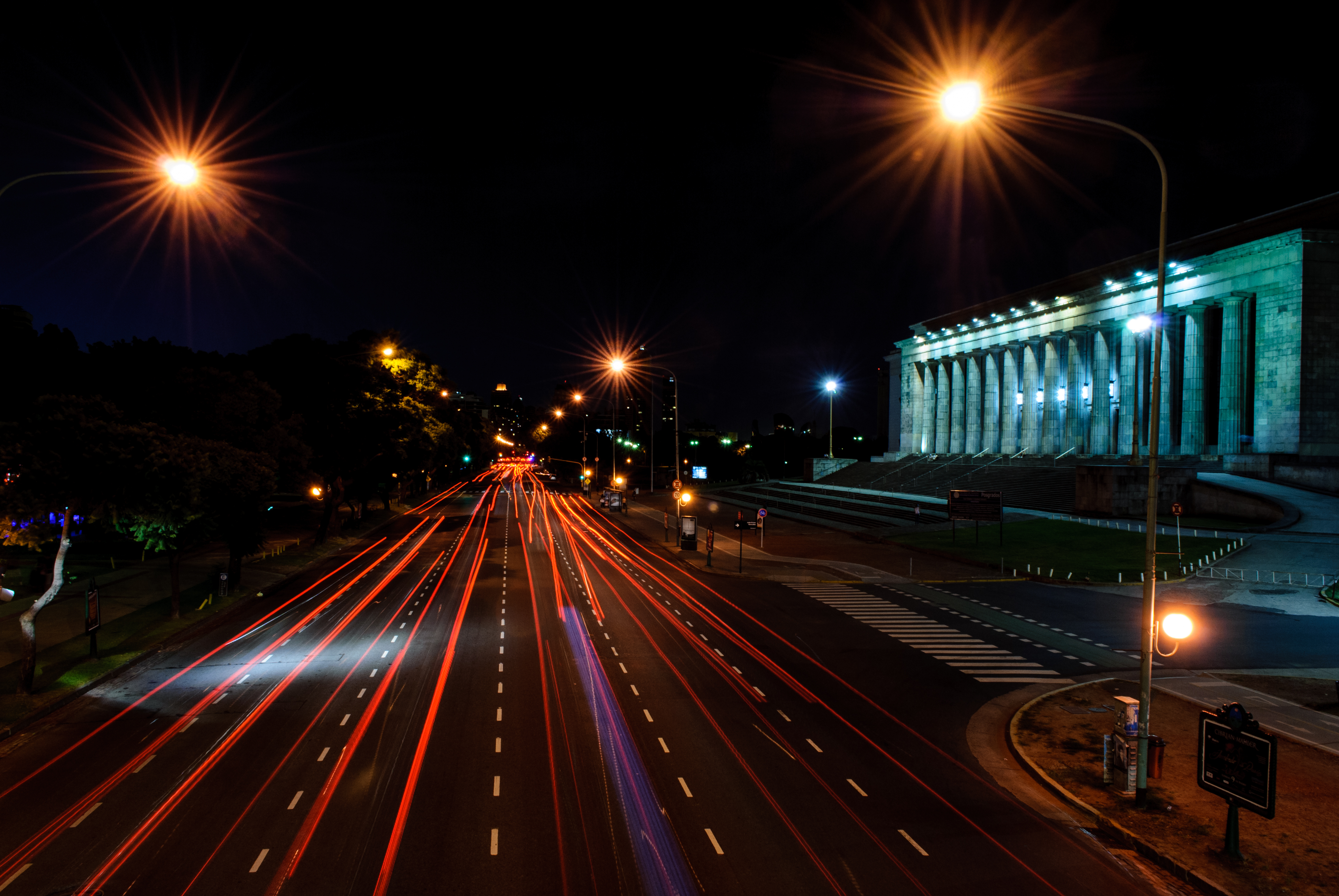
Foto nocturna de la Avenida y la Facultad de Derecho
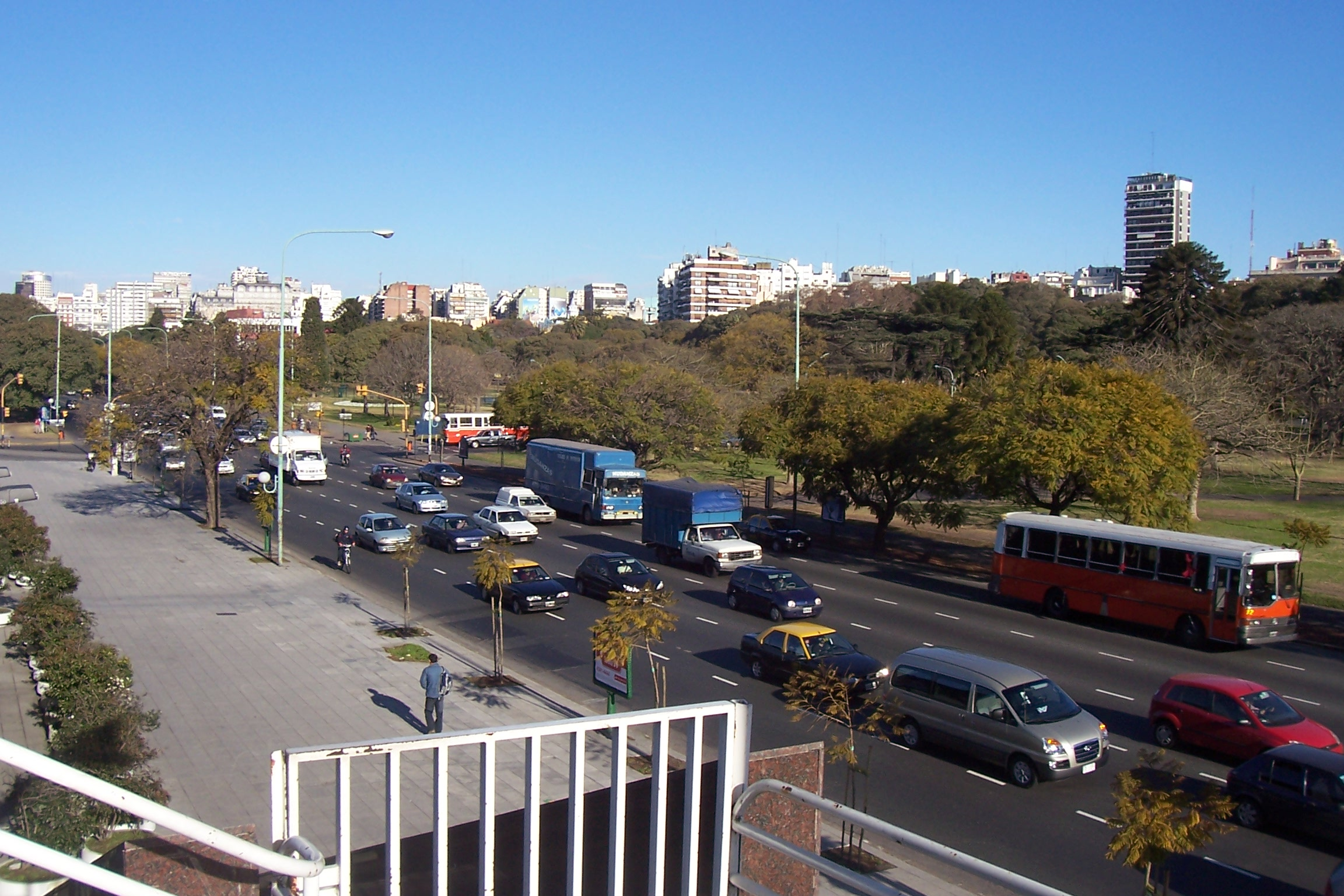
Vista desde la planta de transmisión de Canal 7
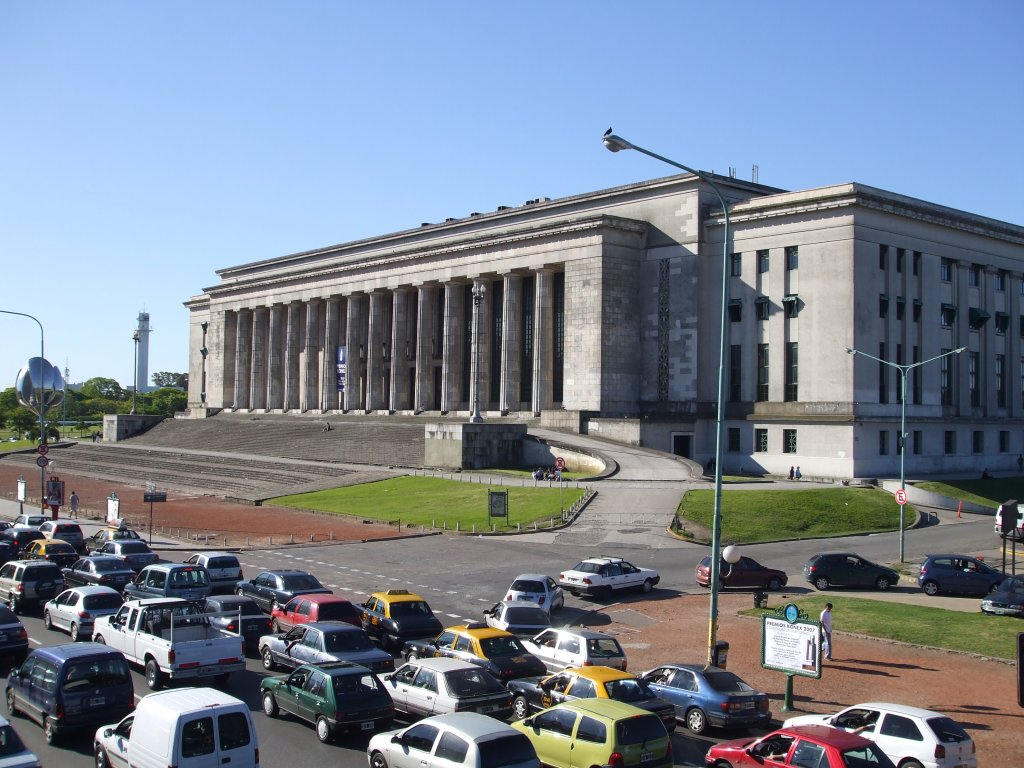
Facultad de Derecho de la Universidad de Buenos Aires. Av. Figueroa Alcorta 2263
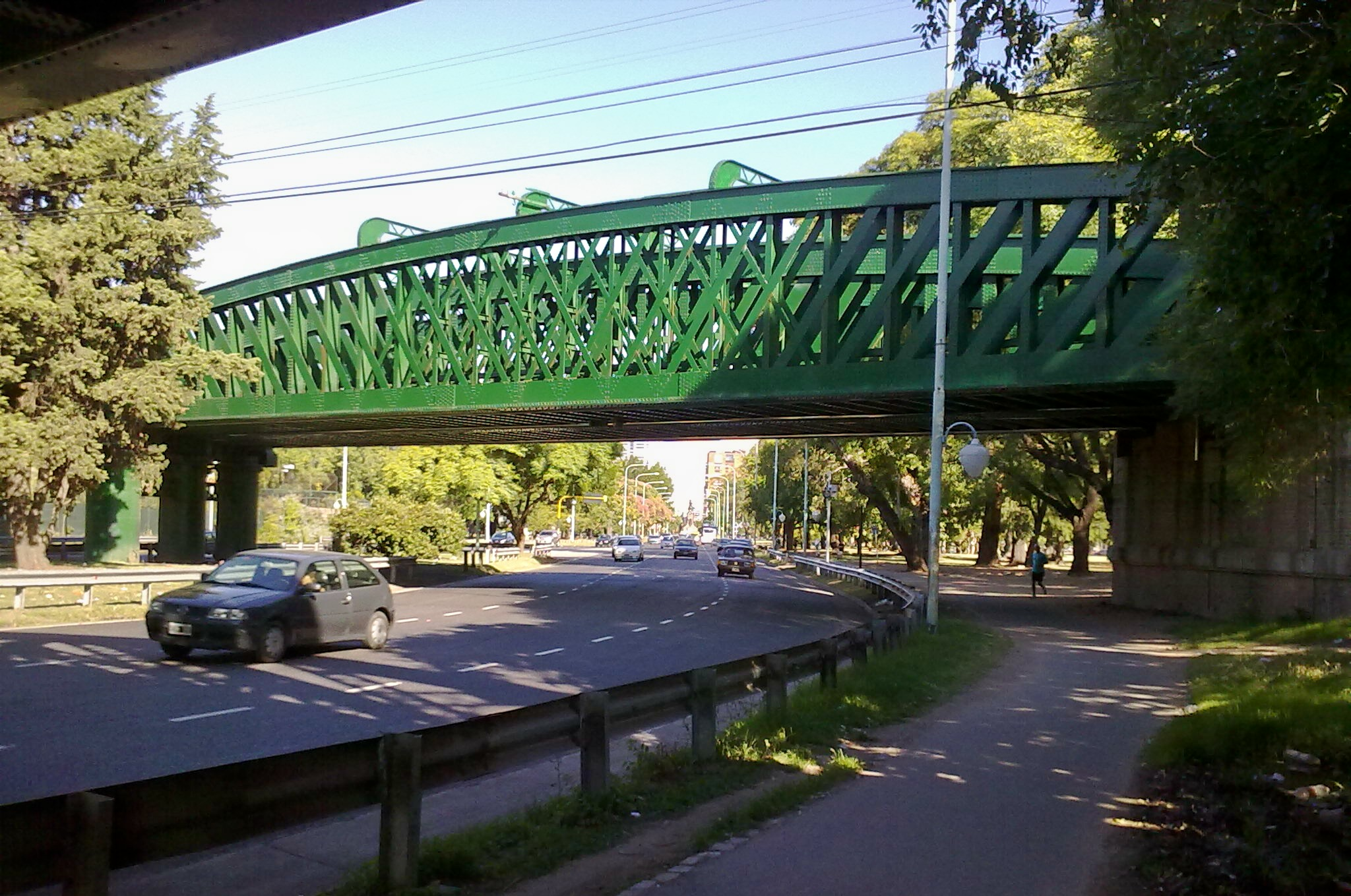